# Turbovela
Turbovela è un sistema di propulsione delle navi che sfrutta l'effetto Magnus.
La turbovela appare come un enorme cilindro verticale in rotazione montato sopra il ponte dell'imbarcazione.
Usata negli anni '20 e abbandonata per via dell'elica, l'idea di questo tipo di propulsione è stata nuovamente sviluppata negli anni ottanta per opera dell'oceanografo francese Jacques Cousteau e della sua équipe (Lucien Malavard e Bertrand Charrier) a partire da alcuni progetti elaborati negli anni venti dal tedesco Anton Flettner. La prima nave di Jacques Cousteau che è stata realizzata secondo questo principio è stata l'Alcyone.